# Eleição municipal de Itajaí em 2020
A eleição municipal da cidade de Itajaí em 2020 ocorreu em turno único no dia 15 de novembro e elegeu um prefeito, um vice-prefeito e 21 vereadores responsáveis pela administração da cidade, que se iniciou em 1° de janeiro de 2021 e com término em 31 de dezembro de 2024.
Originalmente, as eleições ocorreriam em 4 de outubro (primeiro turno) e 25 de outubro (segundo turno) (para cidades acima de 200 mil eleitores), porém, com o agravamento da pandemia do novo coronavírus (SARS-CoV-2), causador da Covid-19, as datas foram modificadas com a promulgação da Emenda Constitucional nº 107/2020.

## Candidatos
Nota: a tabela a seguir está organizada por ordem alfabética de candidatos.
| Prefeito(a)      | Prefeito(a) | Prefeito(a)   | Vice-prefeito(a) | Vice-prefeito(a) | Vice-prefeito(a) | Coligação                                                          | Número eleitoral |
| Candidato(a)     | Partido     | Partido       | Candidato(a)     | Partido          | Partido          | Coligação                                                          | Número eleitoral |
| ---------------- | ----------- | ------------- | ---------------- | ---------------- | ---------------- | ------------------------------------------------------------------ | ---------------- |
| João Vecchi      |             | PT            | Márcia Souza     |                  | PT               | Sem coligação                                                      | 13               |
| Osvaldo Mafra    |             | Solidariedade | Jairo da Brava   |                  | Solidariedade    | Itajaí com força e coragem (Solidariedade e PV)                    | 77               |
| Patrick Dauer    |             | Avante        | Elias Ávila      |                  | Avante           | Sem coligação                                                      | 70               |
| Robison Coelho   |             | PSDB          | Edson Lapa       |                  | PSL              | Unir e renovar (PSDB, Republicanos, PP, PSL, Patriota, Pode e PSD) | 45               |
| Volnei Morastoni |             | MDB           | Marcelo Sodré    |                  | PDT              | Avança Itajaí (MDB, PL, DEM, PROS, PDT, PTB, PSC, Cidadania e PSB) | 15               |

## Pesquisas eleitorais

### 1º Turno
| Fonte | Data(s) conduzidas | Amostragem | Volnei Morastoni MDB | Robison Coelho PSDB | Osvaldo Mafra Solidariedade | Patrick Dauer Avante | João Vecchi PT | Branco Nulo | Abst. Indec. | Vantagem |       |       |       |        |        |        |
| ----- | ------------------ | ---------- | -------------------- | ------------------- | --------------------------- | -------------------- | -------------- | ----------- | ------------ | -------- | ----- | ----- | ----- | ------ | ------ | ------ |
| Fonte | Data(s) conduzidas | Amostragem | Exitus               | 26 Out              | 547                         | 44,42%               | 26,14%         | Branco Nulo | Abst. Indec. | Vantagem | 2,19% | 2,01% | 0,55% | 11,15% | 13,53% | 18,28% |

- Atualizado até 05h47min, quinta-feira, 20 de março de 2025 (UTC)

## Resultados

### Prefeito
Em 15 de novembro de 2020, Volnei Morastoni foi reeleito prefeito de Itajaí, com 47,98% dos votos válidos.
| Candidato(a)                  | Vice                           | 1º turno 15 de novembro de 2020 | 1º turno 15 de novembro de 2020 |
| Candidato(a)                  | Vice                           | Total                           | Percentagem                     |
| ----------------------------- | ------------------------------ | ------------------------------- | ------------------------------- |
| Volnei Morastoni (MDB)        | Marcelo Sodré (PDT)            | 49 888                          | 47,98%                          |
| Robison Coelho (PSDB)         | Edson Lapa (PSL)               | 46 734                          | 44,95%                          |
| Patrick Dauer (Avante)        | Elias Ávila (Avante)           | 2 985                           | 2,87%                           |
| João Vecchi (PT)              | Márcia Souza (PT)              | 2 237                           | 2,15%                           |
| Osvaldo Mafra (Solidariedade) | Jairo da Brava (Solidariedade) | 2 125                           | 2,04%                           |
| Total de votos válidos        | Total de votos válidos         | 103 969                         | 91,46%                          |
| → Votos em branco             | → Votos em branco              | 4 125                           | 3,63%                           |
| → Votos nulos                 | → Votos nulos                  | 5 586                           | 4,91%                           |
| Total                         | Total                          | 113 680                         | 100%                            |
| Abstenções                    | Abstenções                     | 34 104                          | 23,08%                          |
| Total de eleitores            | Total de eleitores             | 147 784                         | 100%                            |